# Коро (язык)
Коро это язык племени Ака (Коро), входящий в тибето-бирманские языки с количеством носителей между 800—1200 человек, проживающих в Восточном Каменге, в западной части штата Аруначал-Прадеш, Индия. Возраст некоторых носителей языка меньше 20 лет. Носители языка проживают рядом с племенем Ака (Хрусо), но их языки являются только дальними родственниками, со схожими словами, обозначающими числа, части тела и т. д. Хотя он обладает схожими чертами с языком тани, расположенном восточнее, он является отдельной ветвью тибето-бирманских языков. Ученые выдвинули гипотезу, что язык произошел от людей, захваченных в рабство и приведенных на эту территорию.

## Идентификация
Ethnologue сообщил что «В 2005 году учёные выделили группу Ака в штате Восточный Каменг, называющих себя Коро Ака, от Хрусо Ака в Западном Каменге».
Коро был признан независимым языком в 2008 году лингвистами Дэвидом Харрисоном, Грэгори Андерсоном и Ганешом Мурму во время изучения двух языков хрусо (ака и миджи) в рамках проекта Национального географического общества «Enduring Voices».